# Jane Elliott
Jane Elliott, född 27 maj 1933 i Riceville i Iowa, är en amerikansk lärare, föreläsare och antirasismaktivist. Elliott är känd för sin "Blå ögon-Bruna ögon"-övning. Hon genomförde denna övning för första gången med sin klass dagen efter att Martin Luther King sköts 1968. När den lokala tidningen sedan publicerade berättelser där barnen skrev om sina upplevelser, utgjorde reaktionerna (både positiva och negativa) grunden för hennes framtida karriär som offentlig talare gentemot rasism och diskriminering. 
Elliotts klassrumsövning filmades den tredje gången hon genomförde den, med sina 16 tredjeklassare år 1970; detta blev dokumentären The Eye of the Storm. Den inspirerade i sin tur till en återförening av klasskamraterna femton år senare tillsammans med deras lärare i TV-programmet A Class Divided. Efter att ha slutat arbeta på skolan i Riceville ägnar sig Elliott åt övningen samt åt att hålla föredrag om dess effekter runt om i USA såväl som i andra länder. 